# Тропічні мусони
Тропі́чні мусо́ни  — мусони тропічних широт, найпоширеніші в басейні Індійського океану, в центральних районах Африки, на півночі Австралії. Пов'язані з переміщенням термічного екватора внаслідок більшого прогріву суходолу в північній півкулі.